# Road & Track
Road & Track és una revista d'automòbils dels Estats Units creada el 1947. L'empresa propietària de la revista és Hachette Filipacchi Media i es publica de manera mensual.
Road & Track s'especialitza en els cotxes esportius, i és l'única revista d'automòbils que també informa i fa anàlisis de motos. Tanmateix, aquesta no és una petita coincidència, ja que es publica amb la revista germana Cycle World i les dues revistes tenen les mateixes oficines i equip de redacció, a Newport Beach, Califòrnia. Comparat amb altres revistes importants d'Amèrica, Road & Track (sovint abreviat R&T) s'especialitza molt menys en cotxes esportius utilitaris, i més en els cotxes de curses. Antics conductors de curses els proporcionen materials, incloent Paul Frère i l'antic campió de Fórmula 1, Phil Hill. En l'entrega del gener del 2006, en l'equip de redacció hi entra un nou redactor, en Gordon Murray, el dissenyador de McLaren F1.
La revista Road & Track també va contribuir en el desenvolupament del videojoc de 1994, The Need for Speed, a ajudar els creadors de videojocs de l'empresa creadora del videojoc ha millorar en aspectes de comportament i so que els vehicles poden fer en la vida real.